# 黃莊平
黃莊平（1917年7月—1995年3月），廣東東莞縣石排鎮沙角村人, 曾任廣東省委宣傳部副部長, 廣州市委宣傳部長、市委常委, 中國共產黨廣州市顧問委員會主任等職。

## 生平
1936年, 黃莊平於東莞中學讀初中，並加入中國青年同盟，組織眾生研究社，學習進步書籍和宣傳抗日救國。年底，因聲援西安事變而被學校開除。1937年秋，黃莊平在莞城力行小學擔任教職，同年加入中國共產黨。 1938年1月, 參加東莞抗日自衛團工作隊，任工作隊中共支部幹事；4月於東莞觀瀾嶂閣村（今屬深圳市龍華區觀瀾街道）組織抗日自衛隊；10月任中共深圳總支書記；12月擔任東莞抗日模範壯丁隊工作隊隊長。 1940年6月任大嶺山區委書記，期間動員群眾，配合大嶺山的廣東人民抗日游擊隊第三大隊建立大嶺山抗日根據地。 1942年7月任中共東莞一線前線縣委書記，領導東莞縣淪陷區人民秘密展開抗日活動。 1943年7月任中共增龍博特派員，兼任中共博羅縣特派員，負責領導增城、龍門、博羅等縣的黨組織。 1945年2月至8月，任中共博羅縣縣委書記。
抗戰勝利後，黃莊平相繼出任中共粵中區副特派員, 中共江北地方工作委員會書記, 中共增龍博區工委書記, 中共粵贛湘邊區江北地委書記。
中華人民共和國成立後，黃莊平歷任廣東軍區東江軍分區副政治委員，中共東江地委委員，華南分局黨校教育長，中共廣東省委黨校副校長，中共廣東省委宣傳部副部長，中共廣州市委常委、宣傳部長，中共廣州市顧問委員會主任等職。
1995年3月病逝於廣州市, 享年七十七歲。